# Волхард, Джейкоб
Джейкоб Волхард (нем. Jacob Volhard; 4 июня 1834, Дармштадт, Великое герцогство Гессен — 14 января 1910, Галле, Пруссия) — немецкий химик и педагог; доктор наук.

## Биография
Джейкоб Волхард родился 4 июня 1834 года в городе Дармштадте в Великом герцогстве Гессен. С 1852 по 1855 год он изучал химию в Гиссенском университете, а затем продолжил своё образование в Гейдельбергском университете. 

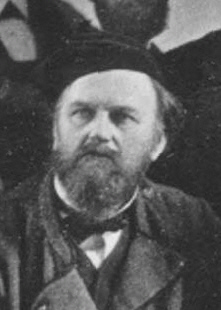
Джейкоб Волхард

В течение двух лет он работал ассистентом у Юстуса фон Либиха в Мюнхенском университете, а в 1860—1861 году учился у Августа Вильгельма фон Гофмана в Лондоне. 
В 1863 году он получил хабилитацию в Мюнхене, где впоследствии стал адъюнкт-профессором. Тем временем он работал в Институте физиологии растений Баварской академии наук (1865–1876). В 1879 году он был назначен профессором органической химии в Эрлангенском университете, затем в 1882 году переехал в Галле-Виттенбергский университет, где проработал профессором до 1908 года.
Вместе со своим учеником Гуго Эрдманном открыл реакцию циклизации Волхард-Эрдмана. Он также отвечал за усовершенствование галогенирования Хелла-Вольхарда-Зелинского.
Доктор Джейкоб Волхард скончался 14 января 1910 года в Галле и был погребён на местном кладбище Святого Лаврентия.